# Heinz Welten
Heinz Welten (geboren 2. Februar 1876 in Dresden als Martin Philipsohn; gestorben 15. Juni 1933 in Berlin) war ein deutscher Schriftsteller.

## Leben und Werk
Er war Sohn des Kaufmanns Alexander Philipsohn und dessen Ehefrau Clara Philipsohn geborene Hirschfeld und kam in der Ferdinandstraße in Dresden zur Welt. Nach dem Schulbesuch lernte kurzzeitig im väterlichen Unternehmen. Dann wurde er Lehrling in einer Apotheke in Chemnitz, später in Spandau. Nach dem Examen arbeitete er drei Jahre als Apothekergehilfe in verschiedenen Städten. Er studierte und absolvierte das Apothekerstaatsexamen in Freiburg im Breisgau. Nach weiterem Studium in Halle und Königsberg wurde er ebendort zum Dr. phil. promoviert. Er betrieb zwei Jahre lang eine Glühstrumpffabrik in Livland, ehe er nach Deutschland zurückkehrte und beim Auerkonzern und später bei einer Puddingpulverfabrik als Chemiker arbeitete. Anschließend wurde er Lektor eines großen Verlages und 1909 ließ er sich als freier Schriftsteller in Berlin nieder, wo er auch als Dozent für Biologie an der Humboldt-Hochschule tätig war.
Heinz Welten schrieb bereits als Apothekerlehrling erste Gedichte. Während seines Studiums veröffentlichte er naturwissenschaftliche Plaudereien in der Tagespresse, später in Sammlungen. Sein erstes Drama Der ehrliche Name wurde zwar verlegt, aber nicht aufgeführt. Seine Romantrilogie über Aufstieg und Fall von Babylon wurde im Dezember 2004 in einer gebundenen Ausgabe beim Voltmedia Verlag Paderborn neu aufgelegt.

## Veröffentlichungen
- Die Waffen der Wehrlosen. Schober, Berlin 1908, 2. Auflage 1909
- Unsere Giftpflanzen (=Bücher des Wissens, Band 155). Hillger, Berlin und Leipzig 1911
- Liebesleben der Pflanzen. 1911; Aus dem Liebesleben der Pflanzen. Ullstein A. G., Berlin 1925
- Hundskomödie (=Bibliothek Hans Bondy, Band 10). Bondy, Berlin 1911 (Roman)
- Die Sinne der Pflanzen. Franckh, Stuttgart 1912
- Der deutsche Wald (=Bücher des Wissens, Band 158). Hillger, Berlin und Leipzig 1912
- Der ehrliche Name. 1912 (Drama)
- Rousseau als Botaniker, in: Kölnische Zeitung Nr. 737, 30. Juni 1912, S. 2.
- Illustrierte Tierkunde. Oestergard, Berlin-Schöneberg 1914
- Aus dem großen Kriege (=Universal-Bibliothek, Band 5754). Reclam, Leipzig 1915 (Erzählungen)
- Ein Wiedersehen und andere Kriegserzählungen (=Kürschners Bücherschatz, Nr. 1023). Hillger, Berlin und Leipzig 1915
- Die Augen der Gioconda (=Phönix-Bücher, Band 5). Phönix Verlag, Breslau, Kattowitz und Berlin 1916 (Novelle)
- Vom Sterben der Menschen. Verlagsgesellschaft »Die Schule des Lebens«, Naumburg a. S. 1918.
- Biologische Streifzüge (=Die Bücherei der Volkshochschule, Band 6). Velhagen & Klasing, Bielefeld und Leipzig 1920
- Biologische Probleme (=Die Bücherei der Volkshochschule, Band 16). Velhagen & Klasing, Bielefeld und Leipzig 1921, 2. Auflage, 1924
- Globusapotheker. [Gyldendal] [Berlin] 1920, 2. Auflage 1922, 4. Auflage 1929 (Roman)
- Der goldene Mantel. Parcus & Co., München 1921 (Roman).
- Die blaue Flamme. R. Bong, Berlin [u. a.] 1921 (Roman)
- Die Hosen der Frau von Bredow. Gyldendalscher Verlag, Berlin 1922, 2. Auflage, 1923 (Roman)
- Der Kampf um Babylon. Rich. Bong, Berlin 1923 und 1924, (Historischer Roman) Neuauflage: Voltmedia, Paderborn 2005 (Roman-Trilogie)
  - Nitokris. Die Priesterin der Istar. (Babylon I) Neuauflage: ISBN 3-937229-34-5
  - Nebukadnezar. Der König der Könige. (Babylon II) Neuauflage: ISBN 3-937229-35-3
  - Belsazar. Der letzte Sohn Babylons. (Babylon III) Neuauflage: ISBN 3-937229-36-1
- Der lustige Prinz. Peter J. Oestergaard, Berlin-Schöneberg 1924 (Roman)
- Wallenstein. Peter J. Oestergaard, Berlin-Schöneberg 1926 (Roman)
- Der Ehrenbürger. Universitas, Berlin 1926 (Roman)
- Vom Hoteljungen zum Erfinder. Enßlin & Laiblin, Reutlingen 1927 (Roman für Kinder).